# Scipion de Gramont
Scipion de Gramont est un écrivain français, né en Provence au XVIe siècle, mort à Venise en 1645, auteur d'un traité d'économie politique, Le Denier royal, sur la théorie de la monnaie. 

## Biographie et œuvre
Scipion de Gramont est né en Provence, sans doute à Saint-Maximin. Son nom est orthographié Gramont sur tous ses ouvrages en français, suivi de la mention sieur de Saint Germain. Il est secrétaire ordinaire de la Chambre du roi sous le règne de Louis XIII, vers 1620, et au service du cardinal de Richelieu. 
René Pintard le place parmi les libertins érudits du XVIIe siècle. À la fin de sa vie, Gramont s'installe en Italie : il vit à Rome où, sous la protection des Barberini, il fait partie de l'Accademia degli Umoristi, à Bologne, à Padoue où il enseigne les mathématiques aux religieux bénédictins de Sainte-Justine, puis à Venise, sans obtenir les postes qu'il sollicite ; il meurt à Venise en juin 1645.
Scipion de Gramont est l'auteur de plusieurs ouvrages en français et en latin, dont un essai de logique (La Rationnelle ou l’Art des Conséquences, 1614) et un traité de géométrie (De la nature, qualités et prérogatives du point, 1619) et des textes poétiques, la plupart de circonstance. Il reste connu pour Le Denier royal, traité curieux de l’or et de l’argent publié en 1620, un texte d'économie politique sur la théorie de la monnaie qu'il écrit dans le but de démontrer que le pouvoir d’achat des ressources financières de Louis XIII au début du XVIIe siècle n’a pas augmenté par rapport à celui de Charles V à la fin du XIVe siècle ; Gramont s'inscrit en faux contre le sens commun qui estime que tout est toujours plus cher depuis longtemps, et il propose une théorie monétaire qui permette de distinguer augmentation des prix et cherté : peu importe l’augmentation des prix, si les revenus augmentent parallèlement ; si la production augmente, alors il n’y a pas enchérissement, mais au contraire meilleur prix, conséquence de l’augmentation du niveau de vie.
Oublié dès la mort de Gramont, ce traité est cité en 1853 par Pierre Clément dans un ouvrage sur la France au XVe siècle puis redécouvert et analysé par Paul Harsin en 1928 dans son étude Les Doctrines monétaires et financières en France du XVIe au XVIIIe siècle, Paris, Fernand Alcan, ; Michel Foucault dans Les Mots et les Choses en 1966 voit en Scipion de Gramont le premier théoricien des sciences de la richesse et il cite une des formules de ce traité : « La monnaie n’emprunte point sa valeur de la matière dont elle est composée mais bien de la forme qui est l’image ou la marque du Prince. »,,. Le Denier royal fait l'objet d'une réédition en fac-similé en 2014, avec transcription et présentation de l'ouvrage.

## Œuvres
- L'Abrégé des artifices, traitant de plusieurs inventions nouvelles et surtout d'un secret et moyen exquis pour entendre et comprendre quelle langue que ce soit dans un an, Aix-en-Provence, Jean Tholosan, 1606, 195 p. ; réédition à Paris en 1640 chez Étienne David ;
- Discours du Ballet de la Reyne, tiré de la Fable de Psyché, avec les vers, Paris, Jean Sara, 1619, 16 p. ;
- Relation du grand ballet du Roy, dansé en la salle du Louvre, le 12 février 1619. Sur l’aventure de Tancrède en la forêt enchantée, Paris, Jean Sara, 1619, 46 p. ;
- La Rationnelle ou l’Art des conséquences, pour bien inférer et conclure, Paris, Fleury Bourriquant, 1614, 205 p. : essai de logique Lire en ligne sur Gallica ;
- De la nature, qualités et prérogatives du point. Où se voient plusieurs belles et admirables curiosités, Paris, Michel Daniel, 1619, 125 p. : traité de géométrie Lire en ligne sur Gallica ;
- Le Denier royal, traité curieux de l’or et de l’argent, Paris, Toussaint du Bray, 1620 Lire en ligne sur Gallica ;
- Rupella capta, Paris, Antoine Estienne, 1628, 10 p. [poème sur le siège et la prise de La Rochelle] ;
- Palmae regiae invictissimo Ludovico XIII regi christianissimo a praecipuis nostri aevi poetis in trophaeum erectae, Paris, 1634[14] ;
- Epithalamium in auspicatissimis nuptiis... Caesaris Du Cambout, marchionis de Coeslin, et... Mariae Segueriae, Paris, Sébastien Cramoisy, 1634, 15 p.[15] ;
- Le Parnasse royal, où les immortelles actions du très-chrétien et très-victorieux monarque Louis XIII. sont publiées par les plus célèbres esprits de ce temps, Paris, Sébastien Cramoisy, 1635, 123 p.
- In Drama de Theodorae et Didymi martyrio. Modulato concentu selectarum vocum Romae exhibitum in Quirinali Palatio Barberino ann. 1635, Rome, 1635.